# 群体动力学
群體動力學，或稱團體動力學、集團力學（英文：group dynamics），是小團體溝通的研究與發展的其中一個領域，在共同工作时会出现的各种心理学和社会学现象、机制和过程的学科。
影響群體動力的三個主要因素是：環境，個人和領導。
越來越多的研究將進化心理學原理應用於群體動力學。隨著人類社會環境變得越來越複雜，他們通過提高生存能力的群體動力獲得適應能力。例如處理身份、對等、識別作弊者、排斥、利他、小組決策、領導和小組間關係的機制。此外，進化和博弈论相結合已用來解釋群體中個體之間合作行為的發展和維持。
群体成员通过语言和其他符号传递意义的过程，以及由此形成的相互作用的规律，被称作沟通和互动模式。它受到多种因素的影响，如情感联系、子群、群体大小和空间布局、权力和地位等。工作者应该注意观察、评估和引导有利于群体目标和成员需求的沟通和互动模式。
群体成员留在群体中的各种力量的总和，被称作群体凝聚力。它由成员之间的吸引力、群体的统一感和团队精神等因素构成。群体凝聚力受到成员的需求、资源、期望、比较等因素的影响。群体凝聚力对群体的功能和效果有重要的影响，如情感表达、倾听、反馈、相互影响、自信、自尊、满意度、坚持、责任感、目标达成、绩效、出勤率等。
群体文化是群体中共享的价值观、信念、规范、角色、习俗、语言等。它是群体成员的社会认同和归属感的来源，也是群体行为的指导和约束。工作者应该尊重和适应群体文化的多样性，同时促进群体文化的建设和改进。

## 研究範疇
1. 輸入 (input) : 影響團體互動的因素
2. 過程 (process) : 其中所發生的經過
3. 輸出 (output) : 產生的結果

- 对小群体特殊机制的描述、分析的研究。
- 研究小群体的发展对整个大群体的影响。
- 通过研究小群体的人际关系掌握整个群体的一些现象的根源。

群体动力学不同于群体精神分析学或者群体心理疗法。